# Шпак Євген Михайлович
Євген Михайлович Шпак (нар. 16 травня 1938 — пом. 21 червня 1998, Дніпропетровськ, Україна) — радянський футболіст та футбольний функціонер, воротар.

## Кар'єра гравця
Футболом розпочав займатися в Кривому Розі. У 1958 році перейшов до дніпропетровського «Металурга», який у 1961 році змінив назву на «Дніпро» (Дніпропетровськ). У складі дніпропетровців у Першій лізі СРСР (Класі Б) зіграв 145 матчів, ще 6 поєдинків провів у кубку СРСР. Кар'єру гравця завершив у 1966 році в складі дубля дніпропетровського «Дніпра».

## Кар'єра функціонера
З квітня 1979 по липень 1980 року працював на посаді начальника команди дніпропетровського «Дніпра».